# Smeerreep
Smeerreep is een term uit de zeilvaart die betrekking heeft op langsgetuigde schepen. De smeerreep dient om bij het reven van het grootzeil, het achterlijk en het onderlijk opnieuw strak te trekken op de giek. Wanneer er sprake is van een 'doorlopende smeerreep' fungeert hij tevens om het voorlijk strak te zetten. Het voorlijk wordt bij een niet-doorlopende smeerreep afzonderlijk strakgetrokken middels het doorzetten van de halsreep. Het is raadzaam om na het reven de smeerreep te zekeren met een z.g. steekbout.